# 11260 Camargo
11260 Camargo eller 1978 VD9 är en asteroid i huvudbältet som upptäcktes den 7 november 1978 av de båda amerikanska astronomerna Eleanor F. Helin och Schelte J. Bus vid Palomarobservatoriet. Den är uppkallad efter Julio Ignacio Bueno de Camargo.
Asteroiden har en diameter på ungefär 3 kilometer.